# Mahaveer Raghunathan
Mahaveer Raghunathan (Csennai, 1998. november 17. –) indiai autóversenyző, a 2017-es BOSS GP-szezon győztese.

## Pályafutása
Versenyző karrierje kezdetén 2011-től 2013-ig gokartozott, de már 2012-ben versenyzett együléses sorozatban, a JK Racing Asia Series-ben, ahol 4 versenyt teljesített a Meco Racing-el. 2013-ban az MRF Challenge Formula 1600-ben pallérozódott, összetettben a 6. lett. 2014-ben az új Olasz Formula–4-es bajnokságban debütált a második hétvégén az  F & M csapattal. Legjobb eredményeit Monzában és Imolában érte el egy-egy hatodik pozícióval. Összetettben a 12. helyen zárt 45 ponttal. 2015 elején az MRF Challenge Formula 2000-ben 3 futamot teljesített az indiai Madras Motor Raceway-en, ezután visszatért Európába a Formula–3-as Európa-bajnokságba a német Motopark istállóval. Legjobb eredménye csupán egy huszadik helyezés volt a Norisring-ről. A Hockenheimben rendezett viadalokra már el sem utazott. Az év végén a 39. helyen rangsorolták 0 ponttal. Még ebben az évben a GP3 hivatalos szezonutáni tesztnapjain is autóba ült a Campos Racing és a Trident jóvoltából. 2016-ban a szezonnyitón lehetőséget is kapott a Koiranen GP-nél, de pontot nem sikerült szereznie, emellett teljes idényt futott az Auto GP-ben, ahol egész erős eredményeket hozott.
2017-ben a BOSS GP "Formula-autós" kategóriájában szerepelt az olasz Coloni Racing színeiben. A 14 hétvége alatt 13 dobogót és 3 győzelmet könyvelhetett el, amivel első indiai versenyzőként megnyerte a bajnokságot.

### Formula–2
2019-re leszerződtette az FIA Formula–2 bajnokságban résztvevő MP Motorsport a visszatérő Jordan King mellé. Indiai létére, holland versenyzői licenszel szerepelt. Az idényben főleg lassúságával és a mérhetetlen mennyiségű szabálytalanságaival hívta fel magára a figyelmet. Az első 5 hétvége során átlagosan 4,5 másodperccel volt lassabb a mezőny többi tagjánál, de még az FIA Formula–3 bajnokságban szereplőknél is gyengébbnek bizonyult egy jobb konstrukciójú autóval. A szezonnyitó bahreini nagydíjon a leintés után már mindenki az ilyenkor szokásos levezető kört teljesítette, miközben ő még egy kört versenytempóban haladt és csak utána lassított le. A Nemzetközi Automobil Szövetség (FIA) rendkívül veszélyesnek találta a manővert, ezért 10 rajthelyes büntetést szabtak ki rá a bakui hétvégére, ezenkívül 3 büntetőpontot is kapott. A francia forduló során egymás után háromszor sem a megfelelő előírások szerint járt el a virtuális biztonsági autós fázisok alatt, így gyűlt össze neki az 1 hétvégéről való automatikus eltiltást jelentő 12 büntetőpont, de például Monacóból is rendelkezett már bűnlajstrommal: szabálytalanul előzte Jack Aitkent, aminek ütközés lett a vége. Ausztriában Patricio O’Ward helyettesítette. A szezonzárón, Abu-dzabiban nem követte az edzés végén a rajtgyakorlatokra való protokolt, így másodszorra is kijött neki a 12 egység, ráadásul egy szezonon belül, amivel negatív rekordot állított fel. Az eltiltást azonban már nem kellett letöltenie, mivel ekkor a szabályzat úgy fogalmazott, hogy: "A következő nagydíjhétvégéről" zárják ki, de az már nem volt. 2019 decemberében az FIA közleményben tudatta, hogy megváltoztatták az eltiltásokra és a büntetőpontokra vonatkozó előírásokat, mindez így módosult: „Amennyiben a versenyző eléri a 12 büntetőpontot a szabadedzésen vagy a kvalifikáción, felfüggesztik az adott hétvége hátralevő részéről”. De ha a pilóta a főversenyen éri el ezt, akkor minden további intézkedés nélkül a sprintversenyen rajthoz állhat. Összességében az évben rengeteg hibát követett el, többek között:
- Elmulasztott mérlegelés
- Veszélyes előzés
- Baleset okozás
- Pályára való szabálytalan visszatérés
- Kanyarlevágás
- Gyors hajtás sárga zászló vagy egyéb figyelmeztetés alatt.[8]

### Formula–1
2021 augusztusában lehetősége volt tesztelni az Alfa Romeo Racing C38-as versenyautót a Hungaroringen. Összesen 71 kört teljesített és a legjobb köre egy 1:21,1 volt. A teszten Théo Pourchaire is részt vett, aki közel 2 másodperccel gyorsabb volt az indiainál.

## Eredményei

### Karrier összefoglaló
| Szezon  | Bajnokság                    | Csapat                   | Versenyek | Győzelmek | Pole | Leggyorsabb kör | Dobogós helyezés | Pont | Helyezés |
| ------- | ---------------------------- | ------------------------ | --------- | --------- | ---- | --------------- | ---------------- | ---- | -------- |
| 2012    | JK Racing Asia Series        | Meco Racing              | 4         | 0         | 0    | 0               | 0                | 0    | HN†      |
| 2013    | Formula Masters China        | Cebu Pacific Air by KCMG | 3         | 0         | 0    | 0               | 0                | 0    | 21.      |
| 2014    | Olasz Formula–4-es bajnokság | Target Racing            | 18        | 0         | 0    | 0               | 0                | 45   | 12.      |
| 2014-15 | MRF Challenge Formula–2000   | MRF Racing               | 3         | 0         | 0    | 0               | 0                | 5    | 21.      |
| 2015    | Formula–3 Európa-bajnokság   | Motopark                 | 26        | 0         | 0    | 0               | 0                | 0    | 39.      |
| 2015    | Masters of Formula–3         | Motopark                 | 1         | 0         | 0    | 0               | 0                | —    | 17.      |
| 2015    | Euroformula Open             | Motul Team West-Tec F3   | 2         | 0         | 0    | 0               | 0                | 0    | HN†      |
| 2015    | Formula Renault 2.0 Alps     | Cram Motorsport          | 2         | 0         | 0    | 0               | 0                | 0    | HN†      |
| 2016    | Auto GP                      | PS Racing                | 10        | 0         | 0    | 1               | 9                | 151  | 2.       |
| 2016    | BOSS GP - Formula Class      | PS Racing                | 8         | 0         | 0    | 0               | 2                | 118  | 5.       |
| 2016    | GP3                          | Koiranen GP              | 2         | 0         | 0    | 0               | 0                | 0    | 27.      |
| 2017    | BOSS GP - Formula Class      | PS Racing                | 14        | 3         | 4    | 1               | 13               | 263  | 1.       |
| 2018    | Michelin Le Mans-kupa        | United Autosports        | 1         | 0         | 0    | 0               | 0                | 0,5  | 46.      |
| 2019    | Formula–2                    | MP Motorsport            | 20        | 0         | 0    | 0               | 0                | 1    | 20.      |

† Raghunathan meghívott versenyző volt, így nem volt jogosult a pontszerzésre.

### Teljes Formula–3 Európa-bajnokság eredménysorozata
(Táblázat értelmezése)

(Félkövér: pole-pozícióból indult; dőlt: leggyorsabb kört futott) 

| Év   | Csapat   | 1        | 2        | 3        | 4        | 5        | 6        | 7        | 8        | 9        | 10       | 11       | 12       | 13       | 14       | 15       | 16       | 17       | 18       | 19       | 20       | 21       | 22       | 23       | 24       | 25       | 26       | 27       | 28       | 29       | 30       | 31    | 32    | 33    | Helyezés | Pont |
| ---- | -------- | -------- | -------- | -------- | -------- | -------- | -------- | -------- | -------- | -------- | -------- | -------- | -------- | -------- | -------- | -------- | -------- | -------- | -------- | -------- | -------- | -------- | -------- | -------- | -------- | -------- | -------- | -------- | -------- | -------- | -------- | ----- | ----- | ----- | -------- | ---- |
| 2015 | Motopark | SIL 1 26 | SIL 2 25 | SIL 3 29 | HOC 1 24 | HOC 2 31 | HOC 3 30 | PAU 1 NK | PAU 2 NK | PAU 3 NK | MNZ 1 Ki | MNZ 2 24 | MNZ 3 25 | SPA 1 29 | SPA 2 27 | SPA 3 24 | NOR 1 25 | NOR 2 20 | NOR 3 25 | ZAN 1 27 | ZAN 2 30 | ZAN 3 28 | RBR 1 31 | RBR 2 25 | RBR 3 29 | ALG 1 30 | ALG 2 23 | ALG 3 Ni | NÜR 1 30 | NÜR 2 26 | NÜR 3 22 | HOC 1 | HOC 2 | HOC 3 | 39.      | 0    |

### Teljes Auto GP eredménylistája
(Táblázat értelmezése)

(Félkövér: pole-pozícióból indult; dőlt: leggyorsabb kört futott) 

| Év   | Csapat    | 1       | 2       | 3       | 4       | 5       | 6     | 7       | 8     | 9       | 10       | Helyezés | Pont |
| ---- | --------- | ------- | ------- | ------- | ------- | ------- | ----- | ------- | ----- | ------- | -------- | -------- | ---- |
| 2016 | PS Racing | ADR 1 2 | ADR 2 3 | MNZ 1 3 | MNZ 2 3 | ASS 1 2 | ASS 2 | BRN 1 3 | BRN 2 | IMO 1 2 | IMO 2 Ki | 2.       | 151  |

### Teljes GP3-as eredménylistája
(Táblázat értelmezése)

(Félkövér: pole-pozícióból indult; dőlt: leggyorsabb kört futott) 

| Év   | Csapat      | 1          | 2          | 3       | 4       | 5       | 6       | 7       | 8       | 9       | 10      | 11      | 12      | 13      | 14      | 15      | 16      | 17      | 18      | Helyezés | Pont |
| ---- | ----------- | ---------- | ---------- | ------- | ------- | ------- | ------- | ------- | ------- | ------- | ------- | ------- | ------- | ------- | ------- | ------- | ------- | ------- | ------- | -------- | ---- |
| 2016 | Koiranen GP | ESP FEA 23 | ESP SPR 24 | AUT FEA | AUT SPR | GBR FEA | GBR SPR | HUN FEA | HUN SPR | GER FEA | GER SPR | BEL FEA | BEL SPR | ITA FEA | ITA SPR | MAL FEA | MAL SPR | UAE FEA | UAE SPR | 27.      | 0    |

### Teljes FIA Formula–2-es eredménysorozata
(Táblázat értelmezése)

(Félkövér: pole-pozícióból indult; dőlt: leggyorsabb kört futott) 

| Év   | Csapat        | 1          | 2          | 3          | 4          | 5          | 6          | 7          | 8          | 9          | 10         | 11         | 12         | 13         | 14         | 15         | 16         | 17        | 18        | 19         | 20         | 21         | 22         | 23         | 24         | Helyezés | Pont |
| ---- | ------------- | ---------- | ---------- | ---------- | ---------- | ---------- | ---------- | ---------- | ---------- | ---------- | ---------- | ---------- | ---------- | ---------- | ---------- | ---------- | ---------- | --------- | --------- | ---------- | ---------- | ---------- | ---------- | ---------- | ---------- | -------- | ---- |
| 2019 | MP Motorsport | BHR FEA 18 | BHR SPR 19 | AZE FEA 11 | AZE SPR 13 | ESP FEA 16 | ESP SPR 19 | MON FEA 15 | MON SPR Ki | FRA FEA 12 | FRA SPR 18 | AUT FEA EX | AUT SPR EX | GBR FEA 15 | GBR SPR 18 | HUN FEA 17 | HUN SPR 19 | BEL FEA T | BEL SPR T | ITA FEA 10 | ITA SPR 13 | RUS FEA 17 | RUS SPR 17 | UAE FEA Ki | UAE SPR 15 | 20.      | 1    |

† A versenyt nem fejezte be, de helyezését értékelték, mert a versenytáv több, mint 90%-át teljesítette.